# Caverna Luobi
Caverna Luobi (chinês tradicional: 落筆洞, chinês simplificado: 落笔洞, pinyin: Luòbǐ Dòng, lit. ‘caverna das canetas suspensas’) é uma caverna cárstica sob a face oeste de Yin Ridge (印岭) localizada a 7 km a nordeste da cidade de Lizhigou (荔枝沟镇), a 15 km da cidade de Sanya, província de Hainan, República Popular da China. Desde 2001, a Caverna Luobi é um local cultural protegido nacionalmente.

## Características
A entrada da caverna tem aproximadamente 12 m de altura e 9 m de largura. No interior o ápice atinge uma altura de 18 m com uma área útil de cerca de 140 m2. Duas grandes estalactites pendem do telhado como grandes canetas, daí o nome da caverna.

## História
Acredita-se que várias inscrições esculpidas nas paredes da caverna datam da Dinastia Yuan (1271–1368). Uma delas refere-se à precisa data de 1283 dC. A Caverna Luobi é posteriormente mencionada nos registros da Dinastia Ming para Hainan (琼台志) compilados na época do Imperador Zhengde (por volta de 1505–1525 dC), que observam as estalactites da caverna e seu fluxo interminável de água.

## Achados arqueológicos
Entre 1992 e 1993, os arqueólogos realizaram uma escavação e levantamento abrangente da Caverna Luobi numa área de 70 m2. Eles descobriram oito dentes humanos fossilizados, ferramentas de pedra e osso, bem como várias centenas de ossos de animais fossilizados, mais de 70 mil conchas marinhas e evidências de fogueiras antigas. Técnicas de datação por radiocarbono mostram que as descobertas são do final do Paleolítico Superior, há cerca de 10.000 anos, e representam a evidência mais antiga da atividade humana em Hainan, bem como a ocorrência mais meridional de ferramentas de pedra deste período.
Muito poucos ossos de peixe fossilizados foram descobertos no sítio Luobi, indicando que os habitantes da caverna ainda não dominavam a habilidade da pesca. Os poucos peixes que obtiveram foram provavelmente encontrados em piscinas rochosas ao longo da costa, tendo sido arrastados para a costa.